# Adrian Rosa
Adrian Rosa (* 17. Januar 1971) ist ein englischer Snookerspieler aus Staffordshire, der zwischen 1991 und 2004 mit Unterbrechungen Profispieler war. In dieser Zeit erreichte er das Achtelfinale des Merseyside Professional 2002, die Runde der letzten 32 der International Open 1997 und Rang 88 der Snookerweltrangliste.

## Karriere
Rosa wurde zur Saison 1991/92 Profispieler. Die folgenden Spielzeiten waren aber geprägt von Qualifikations-Niederlagen. Nur selten Rosa wirkliche Erfolge, darunter fielen aber zum Beispiel der Einzug in die vorletzte Qualifikationsrunde der Snookerweltmeisterschaft 1994, die Teilnahme an der Runde der letzten 64 bei der UK Championship 1994 und der Einzug in die Runde der letzten 32 bei den International Open 1997. Folglich kam er auf der Weltrangliste nie in die Top 100; Mitte 1997 belegte er mit Rang 119 den bis dahin besten Platz seiner Karriere. Durch eine Änderung des Aufbaus der Tour musste sich Rosa wegen seiner Platzierung über die WPBSA Qualifying School für die Profitour wiederqualifizieren, was ihm misslang. Da er aber danach mit ausreichend Erfolg auf der UK Tour spielte, konnte er in der Saison 1998/99 wieder auf die Profitour zurückkehren. Dieser Anlauf war aber erfolglos, und er verlor nach nur einer Saison wieder den Profistatus. Die nächste Saison verbrachte er erneut auf der UK Tour.
In der nächsten Saison probierte er über die Challenge Tour sein Glück, eine neue Qualifikationstour, die die UK Tour abgelöst hatte. Dort konnte er ein Event gewinnen, sodass er Mitte 2001 wieder Profispieler wurde. In der folgenden Saison hatte er aber so wenig Erfolge, dass er seinen Profistatus wieder verlor. Es nützte ihm auch nichts, dass er parallel an der WSA Open Tour teilgenommen und dort ein Halbfinale erreicht hatte. Immerhin durfte er 2002/03 wieder auf der Challenge Tour mitspielen, wobei er erneut ein Event gewinnen konnte. Dadurch konnte er in der Saison 2003/04 seinen vierten Anlauf auf der Profitour nehmen, doch eine Achtelfinalteilnahme beim Merseyside Professional 2003 und eine Teilnahme an der Runde der letzten 32 der British Open 2003 reichten wieder nicht aus: Platziert auf Rang 88, der besten Platzierung seiner Karriere, verlor er erneut den Profistatus, diesmal final. Nach enttäuschenden Ergebnissen bei der Challenge Tour 2004/05 beendete Rosa seine Ambitionen.
Ab Mitte der 2010er-Jahre versuchte sich Rosa, wieder für die Profitour zu qualifizieren. Bei der Q School gelang ihm aber nie ein wirklich großer Wurf. Dreimal erreichte er immerhin das Viertelfinale seiner Gruppe. Immerhin wurde er zum Snooker Shoot-Out 2021 eingeladen, ein Profiturnier, bei dem er aber bereits sein Auftaktspiel verlor. Zusätzlich nahm er zweimal an der World Seniors Championship teil, wie auch an anderen Seniorenturnieren. Darüber hinaus versuchte er auch bei der Challenge Tour 2019/20 sowie bei der English Amateur Tour 2016/17 sein Glück, allerdings auch hier ohne Erfolg. Daneben wurde Rosa, der aus Cannock kommt, 2015 Meister der West Midlands und spielt mit einigen Erfolg nahe seiner Heimat auf lokaler Ebene in Aldridge Snooker.

## Erfolge
| Ausgang         | Jahr | Turnier                          | Finalgegner   | Ergebnis |
| --------------- | ---- | -------------------------------- | ------------- | -------- |
| Snookerturniere |      |                                  |               |          |
| Sieger          | 2000 | Challenge Tour 2000/01 – Event 1 | Surinder Gill | 6:4      |
| Sieger          | 2003 | Challenge Tour 2002/03 – Event 2 | Stuart Mann   | 6:5      |